# Montreux-konventionen
Montreux-konventionen (også kendt som Strædekonventionen, officiel engelsk titel: Montreux Convention Regarding the Regime of the Straits) blev indgået den 20. juli 1936 og gav igen Tyrkiet fuld suverænitet over Dardanellerne, Marmarahavet og Bosporus som tidligere var blevet demilitariseret. Konventionen er stadig i kraft den dag i dag og regulerer både den civile og militære skibs- og flytrafik igennem disse områder.

## Baggrund
Efter Osmannerrigets nederlag i 1. verdenskrig blev stræderne mellem Middelhavet og Sortehavet underlagt international kontrol fra Folkeforbundet. Dette skete ved Sèvres-traktaten i 1920 og Lausanne-traktaten i 1923. Kontrollen blev varetaget af "Stræde-kommissionen", som bestod af kyststaterne i Sortehavet; Bulgarien, Rumænien, Sovjetunionen og Tyrkiet samt desuden Frankrig, Grækenland, Storbritannien, Italien, Japan og Jugoslavien. Grundet strædets strategiske betydning blev området omdannet til en demilitariseret zone. Efter ratificeringen erstattede Montreux-konventionen Lausanne-traktaten.
Baggrunden for selve konventionen var at Tyrkiet ønskede en revision af traktaterne indgået i 1920'erne, da man så et behov for at øge sin evne til at udøve suverænitetshævdelse over stræderne og Marmarahavet og sikre sin position i det politisk anspændte klima der herskede i 1930'ernes Europa. De sværeste forhandlinger omhandlede orlogsskibes gennemsejling af stræderne og begrænsningen af krigsskibstonnagen i Sortehavet. Forhandlingerne foregik hovedsageligt mellem Tyrkiet, Storbritannien og Sovjetunionen, yderligere deltagere var Frankrig, Grækenland, Bulgarien, Rumænien, Jugoslavien og Japan. Kun Italien og USA deltog ikke i konferencen.

## Indhold
Resultatet af konventionen blev en traktat på 29 artikler, fire tilføjelser og en protokol. Artikel 2 til 6 regulerer den civile skibstrafik mens artikel 7-22 regulerer den militære skibstrafik.
Marmarahavet har status som en international sejladsrute, hvor koffardi har ret til fri sejlads og last i fredstid. De tyrkiske myndigheder må foretage hygiejne- og sikkerhedskontroller om bord og opkræve nogle bestemte former for gebyrer fra de gennemsejlende handelsskibe, men det er ikke tilladt at nægte et handelsskib passage, hvis det ellers følger reglerne for sejlads. I krigstid er det tilladt for alle skibe der ikke hører under lande der er i konflikt med Tyrkiet at passere stræderne, dog må de ikke bære kontrabande for Tyrkiets fjender.
For orlogsskibe gælder der en række andre regler. I fredstid skal en nation der ønsker at passere de tyrkiske stræder meddele dette til en tyrkisk diplomatisk repræsentation mindst otte dage før passagen finder sted. Orlogsskibe fra stater der ikke har kystlinje i Sortehavet, må ikke opholde sig længere end 21 dage i Sortehavet. Derudover er der meget detaljerede tonnagekrav til krigsskibe fra kyststater og ikke-kyststater i Sortehavet og blandt andet er hangarskibe ikke tilladt i Sortehavet.

## Konventionens konsekvenser
Under 2. verdenskrig forhindrede Montreux-konventionen, at krigsskibe fra Aksemagterne kunne sejle ind i Sortehavet og true Sovjetunionen fra denne front. Tyrkiet nægtede at godkende deres passage efter pres fra London og Moskva. Under den kolde krig var der konstante stridigheder om fortolkningen af konventionen, som blandt andet vedrørte større amerikanske krigsskibe eller hvorvidt sovjetiske hangarskibe (som var klassificeret som flybærende krydsere for at omgå forbuddet mod hangarskibe) skulle tillades ind- og udpassage fra Sortehavet.
I forbindelse med Montreux-konventionen i 1936 opstod en tvist mellem Tyrkiet og Grækenland over de øer i det østlige ægæiske hav som var blevet demilitariseret i forbindelse med Lausanne-traktaten i 1923. Der var tale om øerne Limnos, Samothrake, Imbros, Bozcaada og Tavcan.
I forbindelse med krigen i Sydossetien i 2008 nægtede Tyrkiet krigsskibe fra US Navy adgang til Sortehavet da tonnagekvoten for ikke kyststater var fyldt. Rusland advarede i samme ombæring om at konventionen skulle respekteres.
I forbindelse med Krimkrisen udtalte den russiske udenrigsminister Sergej Lavrov at et amerikansk orlogsfartøj havde overtrådt konventionens bestemmelser og havde været i Sortehavet 11 dage længere end de tilladte 21 dage. Russia Today skrev at den amerikanske fregat USS Taylor (FFG-50) i februar og marts 2014 tilbragte 11 dage længere i området end konventionen tillod og at de tyrkiske myndigheder ikke havde reageret på dette brud på konventionen.
Det tyrkiske udenrigsministerium oplyste efterfølgende at det omtalte skib havde haft havari på den en skrue og derfor ikke var manøvredygtigt. Der havde været foretaget et mislykket forsøg på at reparere skibet og man måtte derfor slæbe skibet ud af Sortehavet. Montreux-konventionens medlemsstater har siden hen modtaget oplysninger der skulle dokumentere sagens forhold.